# Macaranga echinocarpa
Macaranga echinocarpa är en törelväxtart som beskrevs av John Gilbert Baker. Macaranga echinocarpa ingår i släktet Macaranga och familjen törelväxter. Inga underarter finns listade i Catalogue of Life.